# 박한기
박한기(朴漢基, 1960년 2월 25일 ~ )는 대한민국의 군인이다. 제42대 육군 제2작전사령관을 역임한 제41대 대한민국의 합동참모의장이다. 1960년 충남 부여에서 태어났다.

## 경력
- 1983. 06.∼1984. 09. 3사단 23연대 3대대 11중대 소대장 (육군 소위)
- 1984. 09.∼1985. 09. 3사단 23연대 3대대 훈련 및 작전항공장교 (육군 중위)
- 1985. 09.∼1986. 03. 3사단 23연대 3대대 정보장교
- 1986. 03.∼1986. 09. 육군보병학교 고군반 (육군 대위)
- 1986. 09.∼1987. 10. 22사단 56연대 8중대장
- 1987. 10.∼1989. 04. 22사단 56연대 5중대장
- 1989. 04.∼1990. 04. 22사단 56연대 작전항공장교
- 1990. 04.∼1991. 04. 22사단 56연대 작전장교
- 1991. 04.∼1993. 11. 육군보병학교 전술학처 중대공격교관
- 1993. 11.∼1995. 08. 17사단 101연대 정보과장 (육군 소령)
- 1995. 09.∼1996. 08. 17사단 101연대 작전과장
- 1996. 09.∼1997. 06. 17사단 작전처 훈련계획/통제장교
- 1997. 04.∼1997. 05. 국방정신교육원 대대장반
- 1997. 06.∼2000. 04. 17사단 102연대 1대대장 (육군 중령)
- 2000. 04.∼2001. 05. 17사단 교육훈련처 교육훈련참모
- 2001. 05.∼2002. 11. 합참 전비태세검열실 검열계획담당
- 2002. 11.∼2003. 11. 8군단 작전처 작전과장
- 2003. 11.∼2004. 11. 23사단 작전처 작전참모
- 2004. 11.∼2005. 12. 102보병여단 참모장 (육군 대령)
- 2005. 12.∼2006. 02. 8군단 교육훈련처 교육훈련참모
- 2006. 02.∼2007. 05. 32사단 99연대장
- 2007. 05.∼2007. 11. 9군단 교육훈련처 교육훈련참모
- 2007. 11.∼2007. 11. 제2작전사령부 연구관
- 2007. 11.∼2008. 11. 2작사 교훈참모처 부대훈련과장
- 2008. 11.∼2009. 12. 2작사 교훈참모처 계획편성과장
- 2009. 11.∼2009. 11. ’09년 고위정책결정자 과정
- 2009. 12.∼2010. 06. 22사단 부사단장 (육군 준장)
- 2010. 06.∼2011. 05. 1군단 참모장
- 2011. 05.∼2011. 11. 1군사령부 관리처장
- 2011. 11.∼2012. 05. 학생중앙군사학교 교수부장
- 2012. 05.∼2014. 04. 53사단장 (육군 소장)
- 2014. 04.∼2015. 10. 2작사 참모장
- 2015. 10.∼2017. 08. 8군단장 (육군 중장)
- 2017. 08.∼2018. 10. 육군 제2작전사령관 (육군 대장)
- 2018. 10.∼2020. 09. 합동참모본부 합동참모의장
- 2022. ∼ : 세종대학교 국방시스템공학과 석좌교수
- 재단법인 한미동맹재단 자문

## 학력
- 대신고등학교
- 서울시립대학교 건축학과 (학군 21기)[1][2]
- 육군공병학교
- 육군보병학교

## 진급
- 1983년 3월, 소위 임관
- 2004년 12월, 대령 진급
- 2010년 1월, 준장 진급
- 2012년 5월, 소장 진급
- 2015년 10월, 중장 진급
- 2017년 8월, 대장 진급